# Šakkan
Šakkan (auch Schakkan) ist in der mesopotamischen Mythologie der Name des Gottes der Herden- und Steppentiere. Seine Kraft und sein fellartiges Erscheinungsbild manifestierte sich in den Tieren der Steppe. Im Gilgamesch-Epos wird Šakkan mit Enkidu verglichen und unter anderem als Gott der Unterwelt Kurnugia im Haus der Irkalla erwähnt. Die Steppe galt als ebenso unwirtlich wie das Totenreich.

„(Im Haus Irkalla) sitzt Etana, da sitzt Šakkan, da sitzt die Königin der Unterwelt, Ereškigal, (und) Bēlet-sēri, Buchhalterin der Unterwelt, liegt vor ihr auf den Knien.“